# Judith Eisler
Judith Eisler (* 1962 in Newark, N. J.) ist eine US-amerikanische Künstlerin, die in Warren, Connecticut, in den USA und in Wien, Österreich lebt. Sie ist Malerin und Dozentin an der Universität für angewandte Kunst Wien.

## Leben und Karriere
Eisler schloss ihr Studium der bildenden Kunst an der Cornell University in Ithaca, New York im Jahr 1984 mit einem B.F.A. ab. Nach dem Studium ging sie nach New York City, wo sie neben verschiedenen Gelegenheitsjobs auch ein Praktikum bei einem Kunstrestaurator absolvierte.
Seit 1995 werden ihre Werken in Ausstellungen und Galerien gezeigt. Im Jahr 2005 hatte sie ihre erste Einzelausstellung in New York City.
Im Jahr 2002 erhielt sie einen John Simon Guggenheim Fellowship. 2004 war sie Artist in Residence an der University of Tennessee in Knoxville (Tennessee). Seit 2009 ist sie Dozentin für Malerei an der Universität für angewandte Kunst Wien, wo sie die Abteilung für Malerei und Animationsfilm leitet.
Als Quelle für das Bildmaterial in ihren Gemälden dienen Filme und filmische Standbilder. Laut Johanna Hofleitner sind „explizite Verweise auf die Filmgeschichte ... Judith Eislers Markenzeichen [geworden]“. Ihre Arbeiten haben in der Regel eine glänzende Oberfläche und zeichnen sich durch verschwommene Bilder sowie eine substanzielle Darstellung vom Licht.  Über die von Eisler ausgewählten Motive schrieb die Kunstkritikerin Andrea Winklbauer: „Doch mit der kunsthistorischen Referenz allein ist Eislers Arbeiten nicht beizukommen. Da ist noch mehr. Da war einmal etwas real und ist nun bis zur Unkenntlichkeit verzerrt, sein Abbild könnte auch etwas ganz anderes darstellen. Höchste Individualität und breiteste Verallgemeinerung fallen hier in Eins zusammen.“
Zur künstlerischen Verwandtschaft von Eisler schrieb der Kunstkritiker Christopher Knight 2015 in der Los Angeles Times: „Descended from Pop art and Photorealism, her fluid paint-handling incorporates elements of James Rosenquist’s billboard fuzziness and Marilyn Minter’s bracing aggressiveness.“ (Deutsch: „Ihre aus der Pop Art und dem Fotorealismus stammende, flüssige Malweise enthält Elemente von James Rosenquists Plakatwand-Unschärfe und Marilyn Minters belebende Aggressivität.“)
2021 wurde die von Eisler geleitete Klasse Malerei und Animationsfilm vom Wiener Burgtheater während der Pandemie-bedingten Schließzeit eingeladen, die Themen der Spielzeit 2021/22 künstlerisch auf der Website des Theaters zu kommentieren. In der Erläuterung wurde die Wahl folgendermaßen erklärt: „Malerei wird in der Klasse Judith Eisler als ein Medium verstanden, das vielfältige zeitgenössische Potentiale hat. Wie jedes andere Medium auch, ist Malerei ihrem Wesen nach nicht autonom, sondern immer eine Vermittlerin, ein go-between. Sie definiert sich über Beziehungen zum Anderen, zu anderen Bildkulturen und Systemen.“

## Einzelausstellungen (Auswahl)
- 2019: Long Distance Love, Gavlak Galley, Palm Beach, 26. April – 16. Juni 2019
- 2015:  Close-Ups & Two Shots, Gavlak Gallery, Los Angeles, 19. Februar – 11. April 2015
- 2012: Plein air, Galerie Krobath, Wien, 18. Januar – 29. Februar 2012
- 2008: The Unconscious Has a Reputation, Galerie Krobath, Wien, 11. Juni – 31. Juli 2008
- 2006:  anhauchen, Galerie Krobath, Wien, 18. September – 21. Oktober 2006
- 2005: Drive, he said, Grimm Rosenfeld, München
- 2004: Room Tone, Cohan and Leslie, New York City
- 2001:  Interiors, Galerie Krobath, Wien, 26. Juni – 28. Juli 2001

## Gruppenausstellungen (Auswahl)
- 2020: Twenty Twenty, The Aldrich Contemporary Art Museum, Ridgefield, Connecticut, 12. Oktober 2020 – 14. März 2021
- 2020: Nasty Women, Gavlak Gallery, Los Angeles, 31. Oktober – 12. Dezember 2020
- 2015: Ugo Rondinone: I Love John Giorno, Palais de Tokyo, Paris
- 2011: Creating the New Century: Contemporary Art from the Dicke Collection, Dayton Institute for the Arts, Ohio
- 2007: Painting of Modern Life, Hayward Gallery, London, und Castello di Rivoli, Turin, Italien
- 2007: Stranger than Paradise, Charlotte Moser Gallery, Genf, Schweiz
- 2001: Why Do We Cover Our Interior Walls and Windows?, Galerie Krobath, Wien, 28. April – 2. Juni 2001

## Werke in Öffentlichen Sammlungen (Auswahl)
- Smithsonian American Art Museum[10]
- Pérez Art Museum Miami
- Ruth and Elmer Wellin Museum of Art, Hamilton College, New York
- Saatchi Gallery, London

## Stipendien und Auszeichnungen
2002 - John Simon Guggenheim Fellowship